# Soulac-sur-Mer
Soulac-sur-Mer (in occitano Solac) è un comune francese di 2 754 abitanti situato nel dipartimento della Gironda nella regione della Nuova Aquitania.
Ultimo paese situato sulla lingua di terra che si estende fra Gironda ed Atlantico, Soulac-sur-Mer è una nota stazione balneare, ideale per gli appassionati di sport nautici.
Si colloca al vertice settentrionale del "triangolo" che delimita il territorio delle Lande di Guascogna.
Vi si trova la basilica di Nostra Signora di Finisterrae, edificio dei secoli XII-XV.

## Società

### Evoluzione demografica
Abitanti censiti